# Commodore CDTV
Commodore CDTV（コモドール シーディーティーヴィー）は、1991年にコモドール社から発売されたマルチメディア機。「CD-ROMを内蔵したパソコン」と言われることもある。CDTVはCommodore Dynamic Total Visionの略である。

## 概要
当時は音楽用CDやパソコン用CD-ROMの普及と同時に「マルチメディア」という言葉が流行した時代であり、CDという規格を策定したフィリップス社のCD-iを筆頭に、CD-ROMをメディアとして採用した「マルチメディア機」がいくつかの大手家電メーカーからリリースされていた。パソコンのAmigaを擁するコモドールもその波に乗る形で、これまでコモドールが主なターゲットとしていたパソコン・ゲーム市場ではなくマルチメディア機市場をターゲットとして発売された製品である。
CDTVのハードウェア構成は同社のパソコンAmiga 500とほぼ同じ仕様で、AV機器様の外観をした本体（キーボードは着脱式となる）にCD-ROMドライブ（等倍）を内蔵したものである。
CDTVはアメリカの家電見本市CESで1990年6月と1991年5月に発表し、続いてイギリスのWorld of Commodore 1991でも発表された。日本では三井物産が販売代理店となり、Amigaの流通ルートなどで発売された。
発売当初の販売価格は999ドル。1992年時点での販売価格はアメリカが799ドル、日本が16万8000円だった。当時のコモドールが拠点としAmigaが最も普及した国であるイギリスでの小売価格は、本体にリモコンと2本のCD-ROMタイトルが付いて499ポンドであった。

### 市場での失敗
しかし、パソコンとしてもゲーム機としても使い物にならない「マルチメディア機」の市場は、家電メーカー各社が期待したほどには大きくはならなかった。フィリップス・CD-iを筆頭に、3DO社/パナソニック・3DO（1993年）、パイオニア・レーザーアクティブ（1993年）など、CD-ROMをメディアとして採用した「マルチメディア機」を標榜するハードはすべて商業的に失敗している。CDTVも例に漏れず失敗した。
ただ、CDTVは日本とアメリカでは敗退したが、イギリスやフランスでは一定の成功を収めた。
CDTVに固有の問題としては、AVファンに大きな知名度を誇るパソコンのAmigaシリーズの一機種であり、その中でも最大のヒット機種であるAmiga 500と同等のアーキテクチャを採用しながらも「Amiga」ブランドを採用せず別ラインのAV機器としての販売戦略を取ったことも、一般AVファンの関心を引かなかった一因であった。また、コモドールはAmiga専門誌でこのCDTVを盛んに宣伝したが、CDTVはAmiga 500にCD-ROMドライブを付けただけのハードであったことはAmigaユーザーには周知であったため、ほとんどのAmigaファンはわざわざCDTVを買うのではなくAmiga 500用CD-ROMドライブが出るのを待つ、という選択肢を取った。ほどなくAmigaユーザーの期待に答える形で、CDTV用ソフトにも対応したAmiga 500用CD-ROMドライブがAmiga A570という形でリリースされ、その時点でCDTVの存在意義は完全になくなった。CDTVの設計を見なおしたモデルであるCDTV-IIが計画されていたが出荷には至らず、最終的にコモドールは1993年に後継機のAmiga CD32を投入し、CDTVの販売を終了した。
CDTVの失敗から、後継機のAmiga CD32では対象ユーザーが曖昧な「マルチメディア機」ではなく明確にゲーマーを対象にした純然たる「ゲーム機」として、Amigaのブランドでリリースされた。また、Amiga CD32はAmiga 1200のハードを流用している点ではCDTVと同レベルだが、単にAmiga 1200にCD-ROMドライブを内蔵するだけではなく"Akiko Chip"を追加で搭載し、対応ソフトもCD32でしか動作できない設定とした。しかしPC/AT互換機市場の拡大と共にホビーパソコン市場が衰退する中、ゲーム業界の市場でも後れを取っていたAmigaの売れ行きも低下しており、経営が悪化していたコモドールはAmiga CD32のリリースから半年後に倒産した。

## ハードウェア
CDTVはOSとしてAmigaOS 1.3を搭載している。同年にはAmigaOS 2.0がリリースされているが、CDTVのリリースとほぼ同時期となったためにCDTVでは採用されていない。CDTVはAmigaで動画再生を可能とするためにコモドール自身が開発したCDXL規格に対応しており、CD-ROMによる動画再生をサポートしたハードとしては初期の部類に入る。
内部のハードウェア構成はAmiga 500とほぼ同じだが、フロッピーディスクドライブが廃止された代わりにCD-ROMドライブが付いている。外装はパソコンと言うよりAV機器のような雰囲気にデザインにされ、リモコンが付属している。最初期の販売モデルではキーボードとマウスもついていなかったが、後にバンドルされるようになった。